# Richard Hausmanns samling
Richard Hausmanns samling är ett privat museum med äldre modeller av Volkswagen-bilar i Baiersdorf i Bayern i Tyskland. 
Richard Hausmann har samlat och restaurerat exemplar av civila, mycket tidiga Volkswagen-modeller (KdF-Wagen från 1941-1944 och Volkswagen "Käfer" från 1945 och in på 1950-talet) i en privat samling. Han har 2020 ett 15-tal restaurerade fordon i sin kollektion, och utökar fortfarande samlingen.
KdF-Wagen, benämnd efter organisationen Kraft durch Freude, producerades i ett begränsat antal under andra världskriget, eftersom produktionen i den då nyetablerade fabriken i staden Kraft durch Freude (nuvarande Wolfsburg i Niedersachsen) ställdes om till militärfordon. Omedelbart efter andra världskriget inleddes med stöd av den brittiska ockupationsmakten en serieproduktion av bilmodellen, då omdöpt till Volkswagen Typ 1 och senare i Tyskland kallad Volkswagen "Käfer" (svenska: "skalbagge"). 
Richard Hausmanns fordon är främst inriktade på bilar av de årgångar fram till 1953, som har delad bakruta. 

## Bildgalleri över bilmodeller av samma typ

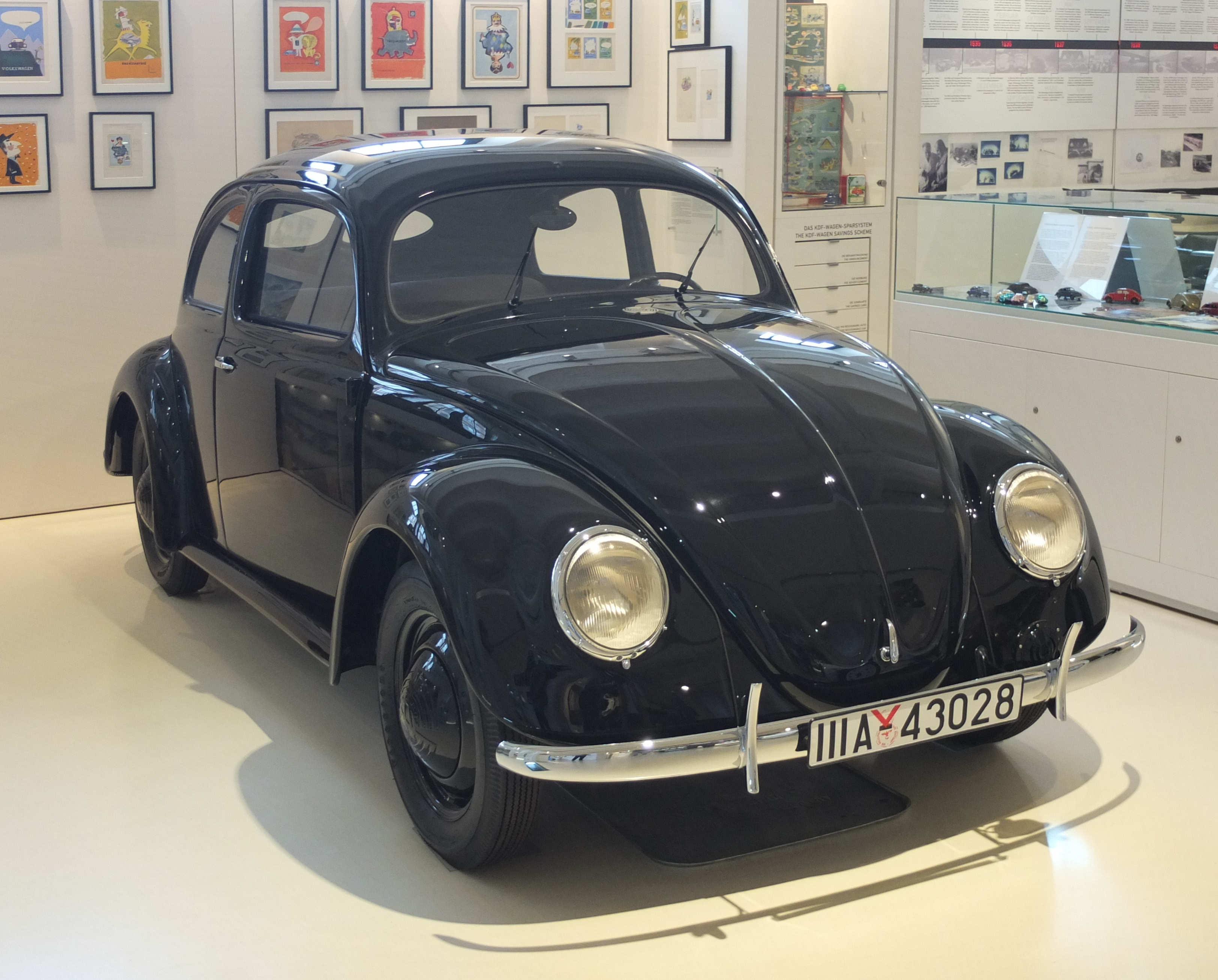
Prototyp till KdF-Wagen från 1939
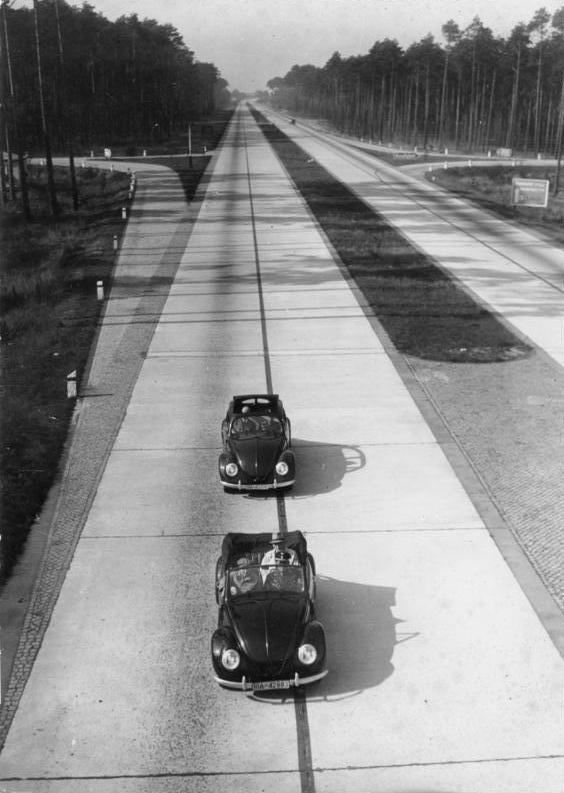
Två KdF-Wagen på en nybyggd motorväg i Tyskland 1943
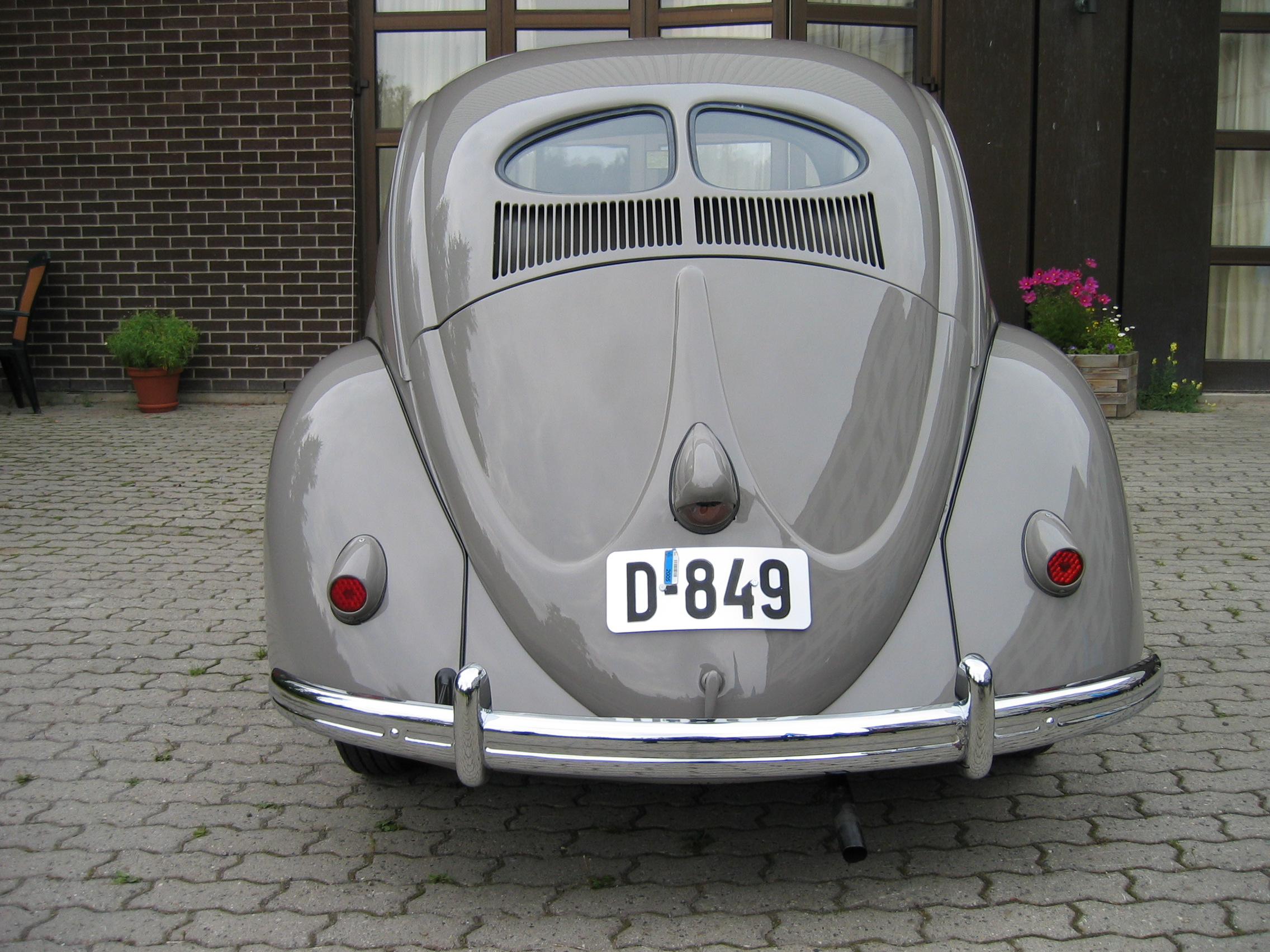
Volkswagen Typ 1 från 1949, med delad bakruta